# سيرجيو أسكوبادو
سيرجيو أسكوبادو (بالإسبانية: Sergio Escobedo) هو مبارز بالسيف مكسيكي، ولد في 10 يناير 1931 في مدينة مكسيكو في المكسيك، وتوفي في 10 مايو 2009 في سيوداد خواريز في المكسيك.

## وصلات خارجية
- سيرجيو أسكوبادو على موقع أوليمبيديا (الإنجليزية)